# Rüdiger Gleisberg
Rüdiger Gleisberg (* 1963) ist ein deutscher Komponist und Produzent von elektronischer Musik. Er ist in Lauf geboren und in der Nähe von Köln aufgewachsen. Gleisberg spielte in der Schulzeit Gitarre und wechselte später auf Keyboards. Er studierte Musik und Literatur an der Universität Paderborn. Er arbeitet seit Ende der 80er Jahre als Komponist und Musikproduzent. Sowohl mit CD-Produktionen unter eigenen Namen, mit denen Gleisberg seinen typischen unverkennbaren Stil symphonisch, orchestral geprägter Elektronikmusik prägte, als auch in Kollaborationen mit Elmar Schulte (Solitaire) Mathias Grassow (Karmacosmic und Nostalgia), Alquimia u. a. kreierte Gleisberg Meilensteine moderner Klangkunst.
Im Vampirfilm Blade aus dem Jahr 1998 kamen drei Titel Eclipse, Soleil und Fearless, die Gleisberg zusammen mit Elmar Schulte komponierte, zum Einsatz.

## Diskografie
- 1988: inZeit-outZeit
- 1993: Baktun
- 1997:	Arcanum (mit Mathias Grassow und Amir Baghiri)
- 1997:	Damiana
- 1999: Elysium
- 2001: Fragile Fairytales
- 2005:	Garden of Dreams (mit Alquimia)
- 2009:	The Sacred Path: A Voyage to Santiago de Compostela (mit Bernd Scholl)
- 2012: Symphonic Arts
- 2013:	Island Peak: Journey to the Land of Mystery (mit Bernd Scholl)
- 2014: Ad Lucem (mit Mathias Grassow)
- 2021: String Dreams
- 2022: Culture & Spirit (mit Bernd Scholl)
- 2022:	The Seer (mit Mathias Grassow)
- 2023: Floating in Your Soul